# Sarah Jezebel Deva
Sarah Jezebel Deva (riktigt namn Sarah Jane Ferridge), född 25 februari 1977 i Forest Gate, London, är en brittisk heavy metalsångerska som i huvudsak är känd för sin bakgrundssång i Cradle of Filths låtar. Hon är också sångerska och bandmedlem av det svenska bandet Angtoria där hon och hennes röst inte längre finns i bakgrunden, utan i fokus . I februari 2010 debuterade hon som soloartist med albumet A Sign of Sublime som bland annat innehåller en cover på Meredith Brooks låt "Bitch".
Hon har dessutom sjungit för bland annat Mortiis, Therion och The Kovenant samt många andra metalband.
Hennes karriär började vid elva års ålder vid Queen's Theatre; låten "Summertime" var hennes första framträdande inför publik. Hon framträdde sedan en gång till vid tretton års ålder. Efter detta började hon sjunga punk istället för jazz, men efter en konsert kom hon fram till att punken inte var något för henne. Hon började skriva egna texter och spelade senare in en demo. Vid 16 års ålder tog hennes karriär en ny vändning, den här gången var det black metal som gällde.

## Diskografi (urval)
Soloalbum
- A Sign of Sublime (2010)
- The Corruption of Mercy (2011)
- Malediction (EP) (2012)

Med Cradle of Filth
- V Empire or Dark Faerytales in Phallustein (EP) (1996)
- Dusk... and Her Embrace (1996)
- Cruelty and the Beast (1998)
- From the Cradle to Enslave (EP) (1999)
- Midian (2000)
- Bitter Suites to Succubi (EP) (2001)
- Heavy, Left-Handed and Candid (DVD) (2001)
- Lovecraft & Witch Hearts (samlingsalbum) (2002)
- Live Bait for the Dead (livealbum) (2002)
- Damnation and a Day (2003)
- Nymphetamine (2004)
- Peace Through Superior Firepower (DVD) (2005)
- Thornography (2006)
- Godspeed on the Devil's Thunder (2008)
- Midnight in the Labyrinth (2012)

Med Therion
- Vovin (1998)
- Crowning of Atlantis (1999)
- Live in Midgård (livealbum) (2002)
- Celebrators of Becoming (4xDVD, 2xCD box) (2006)

Med Mortiis
- The Stargate (1998)
- The Smell of Rain (2001)

Med The Kovenant
- Nexus Polaris (1998)

Med Tulus
- Mysterion (1997)

Med Mystic Circle
- Infernal Satanic Verses (1999)

Med Angtoria
- God Has a Plan for Us All (2006)